# 개방경제
개방경제(開放經濟, open economy)는 거시 경제 측면에서 외국과의 금융 · 무역 거래를 하는 경제이다. 반의어는 폐쇄경제이다.

## 같이 보기
- 봉쇄경제와 개방경제의 비교